# Via ferrata

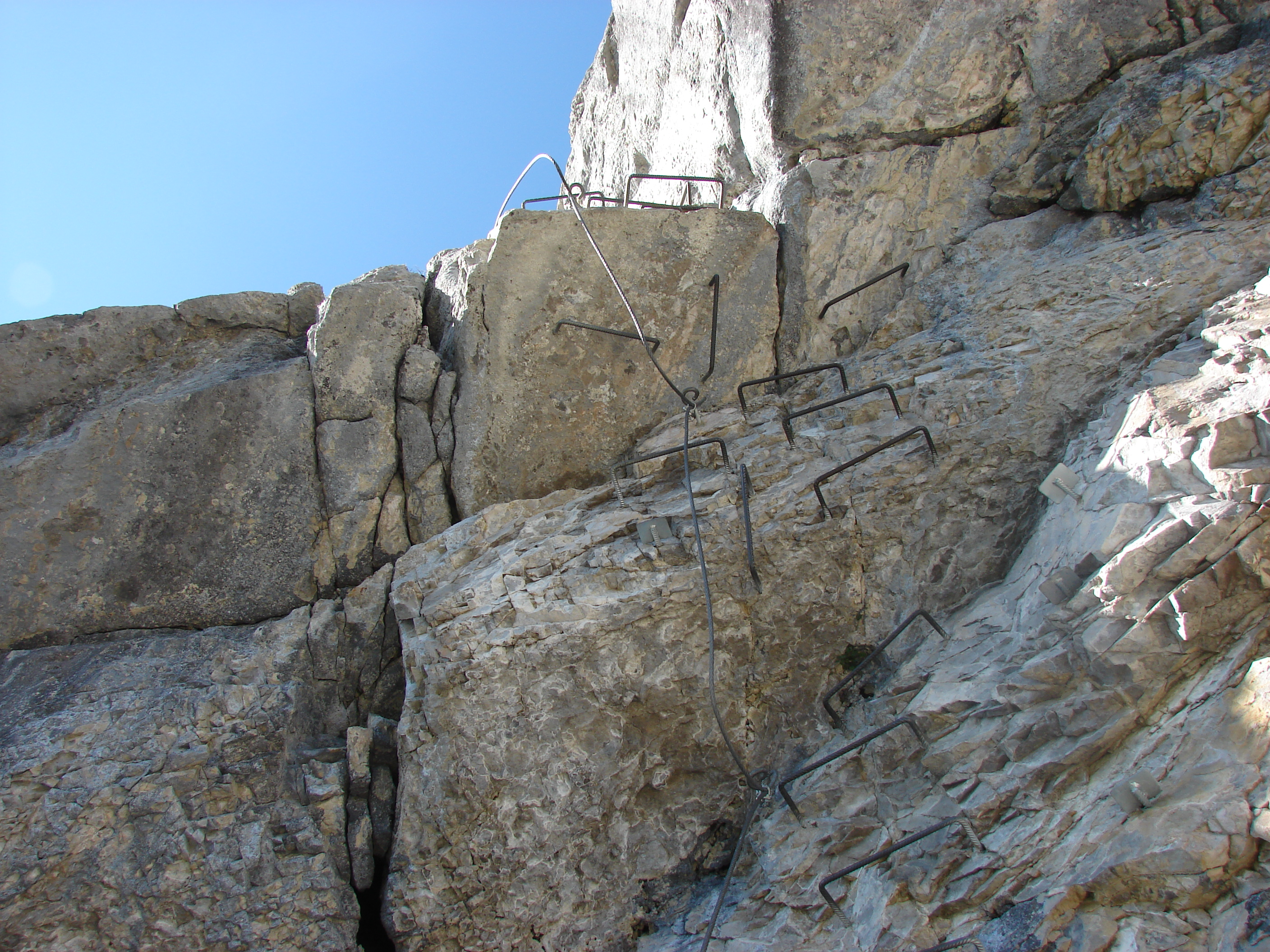
Via ferrata útvonal La Clusaz közelében (Franciaország)

A via ferrata (szó szerint olaszból: vas út; magyarul: vasalt út; németül: Klettersteig) olyan hegyi út, amelyen előzetesen felszerelt létrák, lépcsők, hidak és fémkábelek segítik az előrehaladást (a kiépítetlen részek csupán képzett sziklamászók számára elérhetőek). A via ferrata túrázás gyakorlatot, fizikai állóképességet és megfelelő felszerelést igényel. Mivel ezek az utak gyakran nagy magasságokban vezetnek, a tériszony leküzdése az ilyen jellegű túrák elengedhetetlen része. A via ferrata útvonalaknál az "A" jelzésűek a legkönnyebben teljesíthetőek, míg az "F" betűvel jelzetteket kizárólag profi mászóknak ajánlják.
Via ferrata útvonalak Európán belül Olaszországban, Svájcban, Németországban, Franciaországban, Ausztriában, Szlovéniában, Lengyelországban (Sas-út), Montenegróban (Durmitor/Zabljak és Kotor), valamint Spanyolországban találhatók. Néhány út fellelhető a tengerentúlon, Amerikai Egyesült Államokban és Kanadában. 2013 nyarára Magyarországon is kiépült az első három vasalt út, ami 2020-ra tovább bővült.

## Felszerelés
Mint minden hasonló jellegű extrém sportnál, a via ferrata útvonalak megmászásakor is fontos szerep jut a jó minőségű felszerelésnek. Egy esetleges zuhanás esetén kritikus tényező, hogy a felszerelés valóban maradéktalanul betöltse szerepét és így megóvja a hegymászót a komoly sérüléstől vagy akár a haláltól.
A felszerelés bizonyos részei a hagyományos sziklamászásban is megtalálhatóak, de vannak olyan elemek is, amely a via ferrata mászások kellékei.

### Elsődleges felszerelés
Az alábbi felszerelések nélkülözhetetlenek egy via ferrata megmászásához.
- Beülő: a sziklamászásnál használt beülő alapfelszerelés. Amennyiben hátizsákkal túrázunk, észszerű kiegészítés a mellbekötő heveder. Zuhanáskor a háton lévő súly esetleges gerincsérüléshez is vezethet, amitől az említett mellbekötő megóvhat.
- Sisak (Y-szíjas): a fej védelmét szolgálja az aláhulló kövektől, ezért viselése már a sziklafal alatt állva, a mászás megkezdése előtt is komolyan ajánlott. Jó szolgálatot tehet nem csak zuhanás esetén, hanem akár egy rossz mozdulatkor, mikor a fejünket a sziklába vernénk. Y-szíjas változata megakadályozhatja, hogy zuhanás során bekövetkezett erős rántáskor a sisak leessen a hegymászó fejéről.
- Zuhanásgátló felszerelés: a via ferrata utak felszerelésének speciális és egyik legfontosabb része. A szakboltokban egyben, fékkel és dupla kantárral együtt megvásárolható felszerelés célja a zuhanás során fellépő erőtényezők csillapítása, a zuhanó test fékezése és a rántás erejének enyhítése. A klasszikus sziklamászás során a zuhanás alatt fellépő erőt a kiengedett biztosítókötél nyúlékony anyaga nyeli el. A via ferrata mászások során nem alkalmaznak ilyen biztosítókötelet, hanem egy speciális fékező rendszer csillapítja a zuhanás erejét. Ezt nem válthatja ki egy szimpla egy méteres kötélrész és karabiner, amit a sziklafalba rögzített fém részekhez csatolunk. Mivel ez a kötélhossz nem elég a megfelelő csillapításhoz szükséges nyúláshoz, így kötélszakadás, karabinertörés is előfordulhat. A klasszikus sziklamászásban megszokott biztosító eszközök, mint például a lapka sem megfelelő. Ezeknek az eszközöknek más a célja, másként működnek. A via ferrata kantár is csak "vészhelyzet" esetére van, egy esetleges esésekor a helyesen használt via ferrata kantár megtartja a túrázót, de ettől még súlyos sérüléseket lehet szerezni. (Érdemes úgy tekinteni rá, mint az autó légzsákjára.) A mászó az esés során nekicsapódhat a sziklafalnak vagy a beépített fogásoknak, lépéseknek. Mielőtt via ferrátázni indulunk, érdemes tisztában lenni az alapvető szabályokkal, a biztonságos via ferrátázás 5 parancsolatával.
- Karabinerek: nagy nyílású, oldalirányban is nagy terhelést bíró, önzáródó karabinerek használatosak a via ferrata utakon.

### További felszerelések
Ezek a felszerelési tárgyak nem kötelező elemei a via ferrátázásnak, de erősen ajánlottak.
- Kesztyű: nem alapvető, de rendkívül hasznos felszerelés. A via ferrata utak során a rögzítési pontként szolgáló drótkötél sokszor megviselt, a végük kirojtosodik. A kesztyű véd a sérülések ellen, illetve jobban tapad a dróton, ha izzad a tenyerünk. Viselése mindenképpen ajánlott.
- Fejlámpa: bizonyos útvonalak alagutakon keresztül vezetnek, illetve egy estébe nyúló hosszabb túrán is hasznos.
- Túrabot: főleg a hosszú lefelé gyaloglásoknál nyújt segítséget, csökkenti a boka és a térd terhelését, a hosszú felmenetekben pedig a comb kevésbé fárad. Fontos, hogy összecsukható legyen, mert amikor nem használjuk (mászás közben) a hátizsákunkra lehet erősíteni.

### Magyarország via ferrata útvonalai
Az első magyarországi via ferrata útvonalak a Bakonyban, a cseszneki Kőmosó-szurdokban épültek a Csesznek és Környéke Egyesület jóvoltából. A három, egyenként 70, 120 és 180 méter, összesen 370 méter hosszú vasalt út 2013 nyarán készült el, a hivatalos megnyitót augusztus 24-én tartották Cseszneken. A három útvonal nehézségi foka: "C", "D" és "E". Az Ostromlók útja "C" jelzésű, vagyis közepes erősségű, 120 méter hosszú útvonal. Ez az útvonal jó fizikai állapotban lévő nőknek és férfiaknak egyaránt ajánlott. Olyan érdeklődőknek is, akik életükben először próbálják ki mászó tudásukat. A Várpanoráma út a szurdok szemközti oldalán halad, és a vége felé kitűnő kilátás nyílik a Cseszneki várra. A mászás hossza 180 méter, nehézségi foka "D". A Tálos Zoltán emlékút 70 méter hosszú és "E" jelzésű. A "D" és "E" utak tapasztalt mászók számára készültek.
2015-ben uniós pályázati forrásból több száz sziklamászó utat és további két via ferrata utat épített ki a Tatabányai Alpin Sportklub. Ezekből a Futrinka Ucca "B/C" nehézségű, azaz kezdő szintű és akár gyerekeknek is ajánlott, szülői kísérettel, hosszúsága 100 m. A másik út az MZ/X "E/F" extrém nehéz, csak tapasztalt és jó fizikumú mászóknak ajánlják. Ezen az úton a mászócipő használata erősen javasolt.
Magyarország második drótkötélútja a Gerecse nyugati oldalán, Tatabánya területén, a Turul-szobor közelében található. Ezen a helyszínen 3-4 via ferrata út található. Sportos kezdőknek ajánlott a Hét vezér út ("C" jelölésű, 300 m),  és az előbbi út könnyített változata az Öt vezér út, ami "C" nehézségű és 260 m hosszú.  Kizárólag tapasztalt mászók és jó kondícióval rendelkezők induljanak el a Turul úton ("D/E" jelzésű, 100 m hosszú), és a Kata úton ("E" extrém nehézségű, 140 m hosszú). Az utóbbi utat építői Tolnay Kata emlékének szánták, aki három társával együtt, egy hegyomlás során vesztette életét 2009-ben, a Himalájában.
A harmadik helyszín a vadregényes Cuha-völgy, ugyancsak a Bakonyban. A Cuha szikláin vezető via ferrata útvonalak közepesen nehéz és nehéz fokozatúak. A Bucsek Henrik emlékút "C" nehézségű összességében, kezdők számára ideális. Jelenleg a leghosszabb magyarországi via ferrata, amely a hazai hegymászás nagy alakjának, Bucsek Henriknek állít emléket, 350 méter hosszú. Az Ariadné fonala "D/E" nehézségű, csak edzettek számára javasolt, 130 méter hosszú. A hely kiépítését az Európai Unió által finanszírozott fejlesztés keretében valósította meg a Tatabányai Alpin Sportklub 2015 nyarán.

## Képgaléria

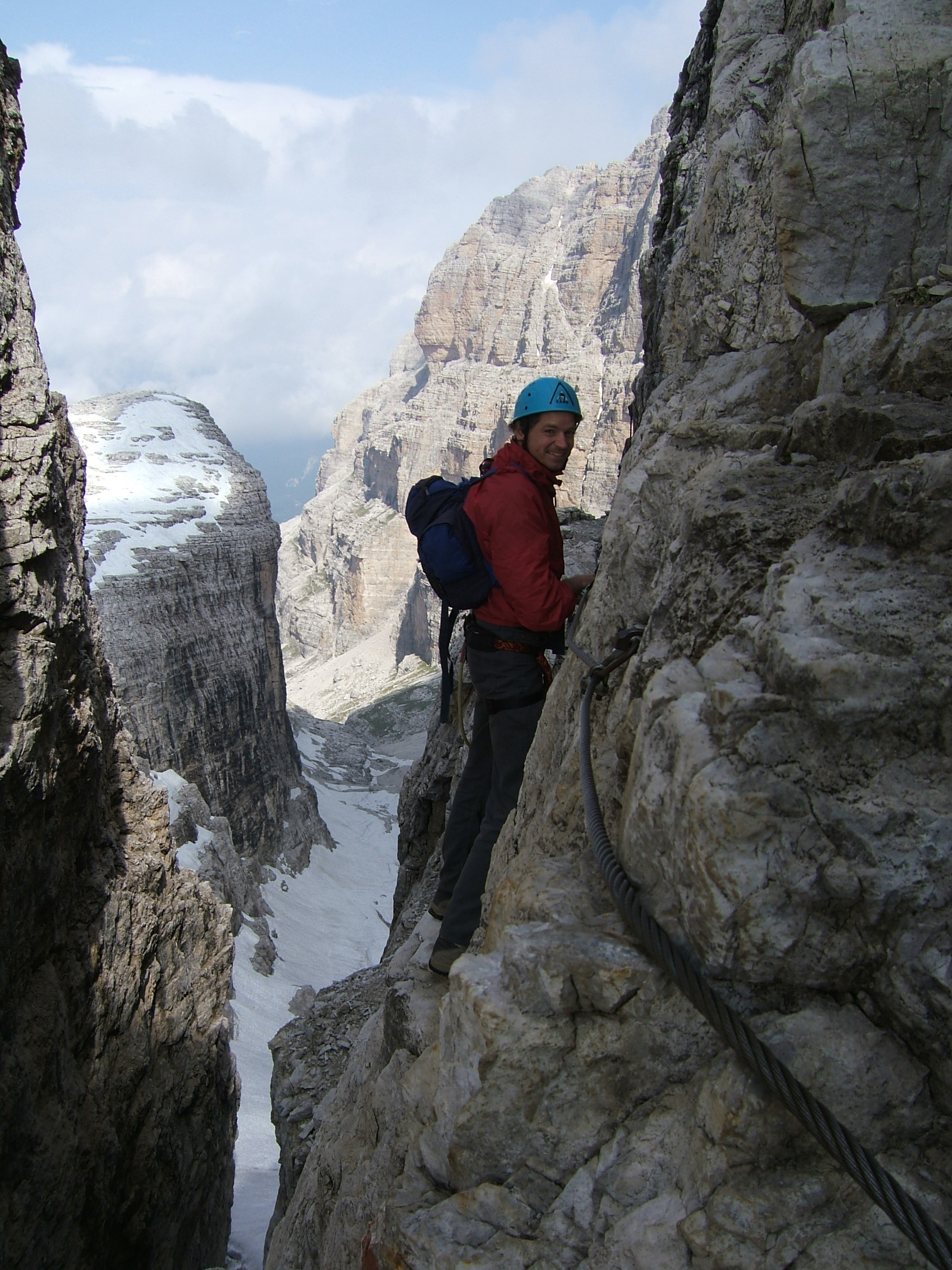
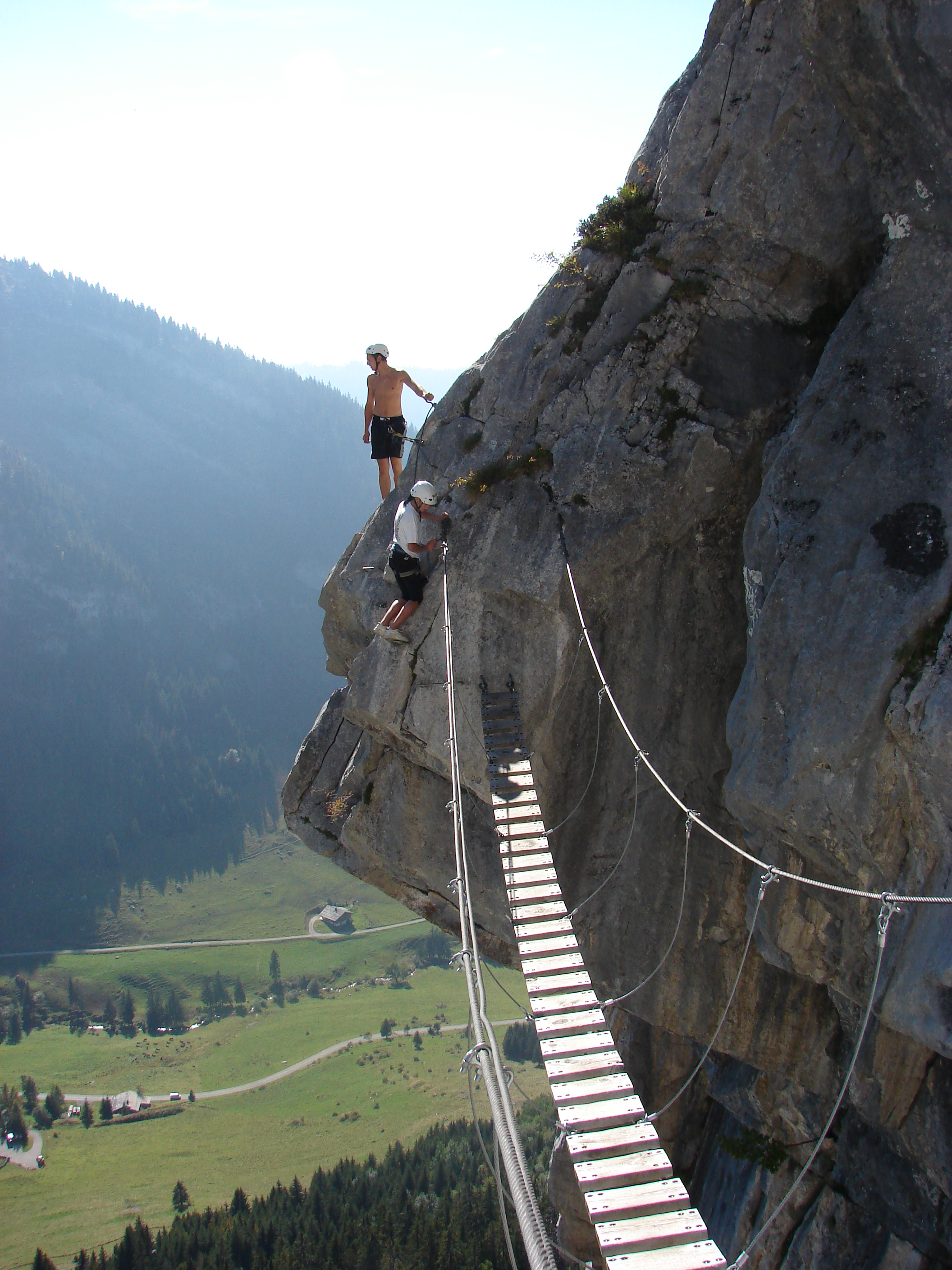
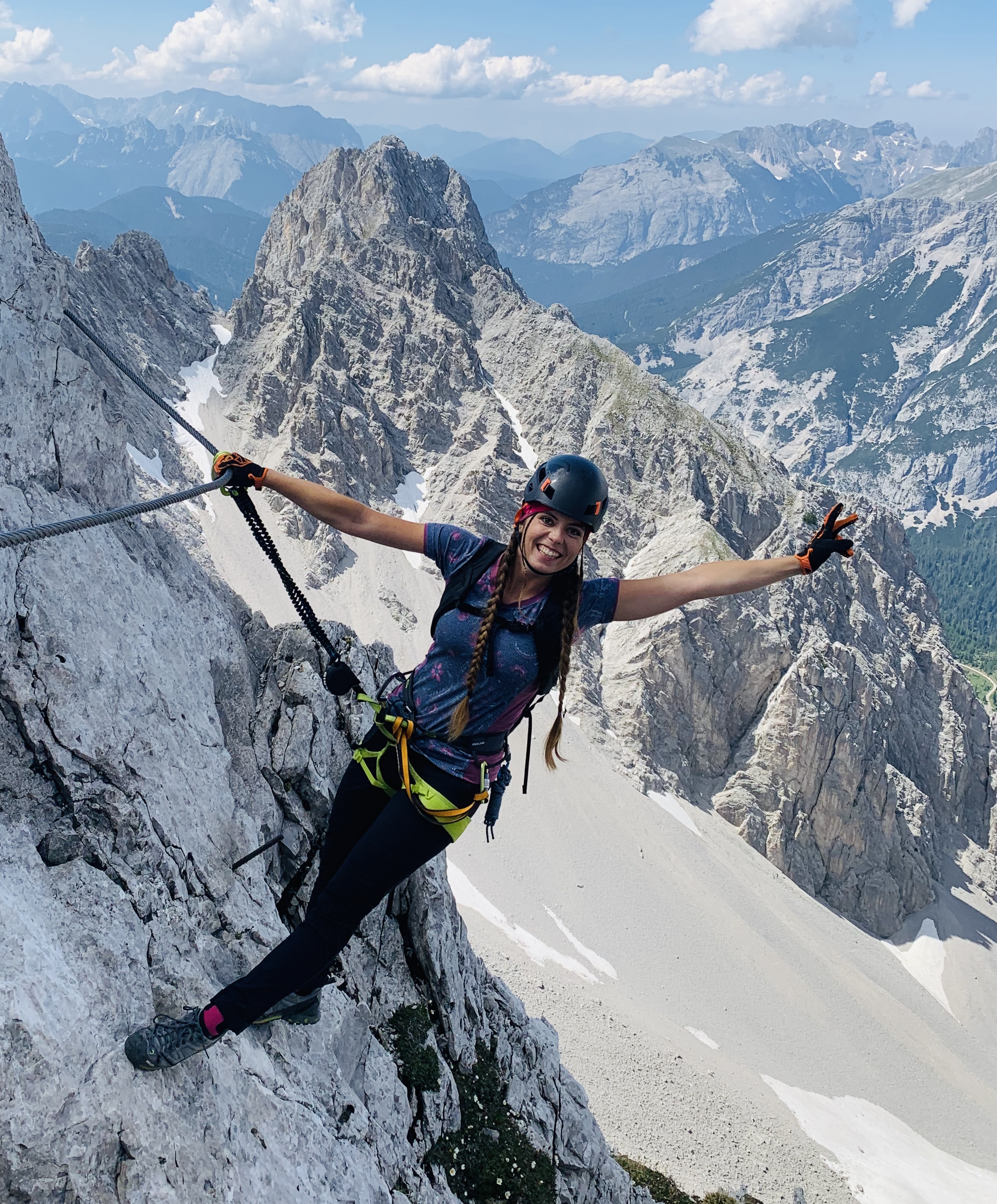
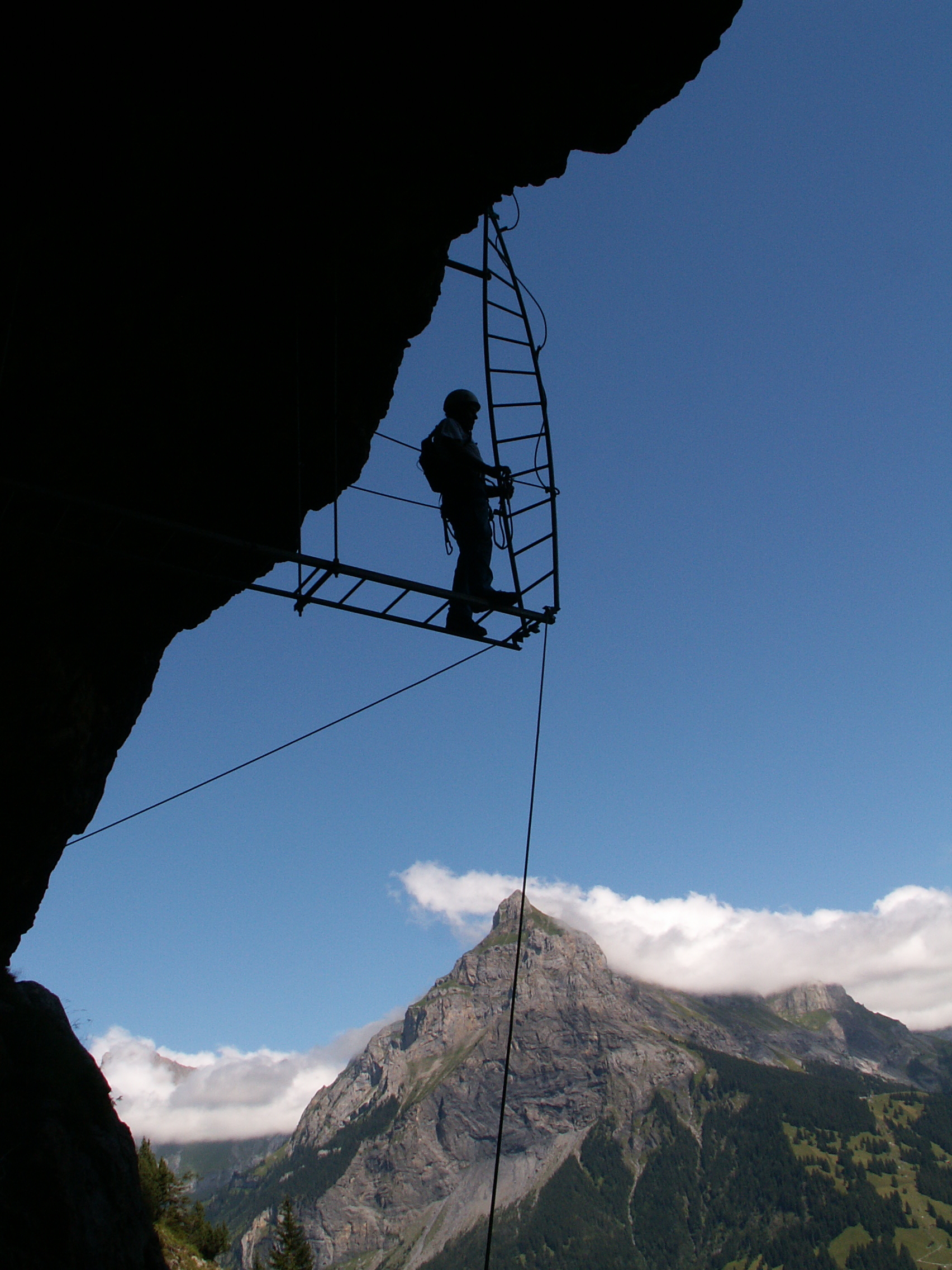
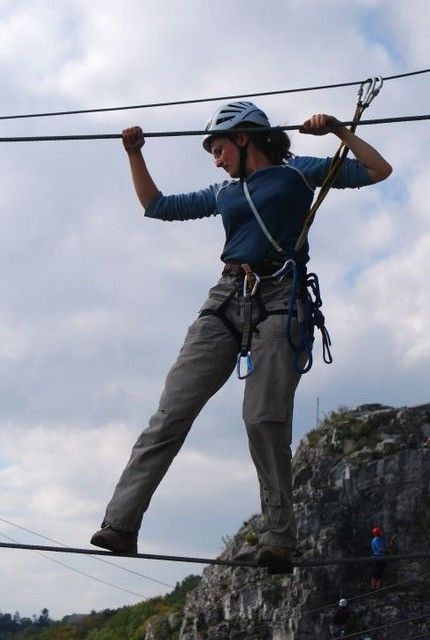
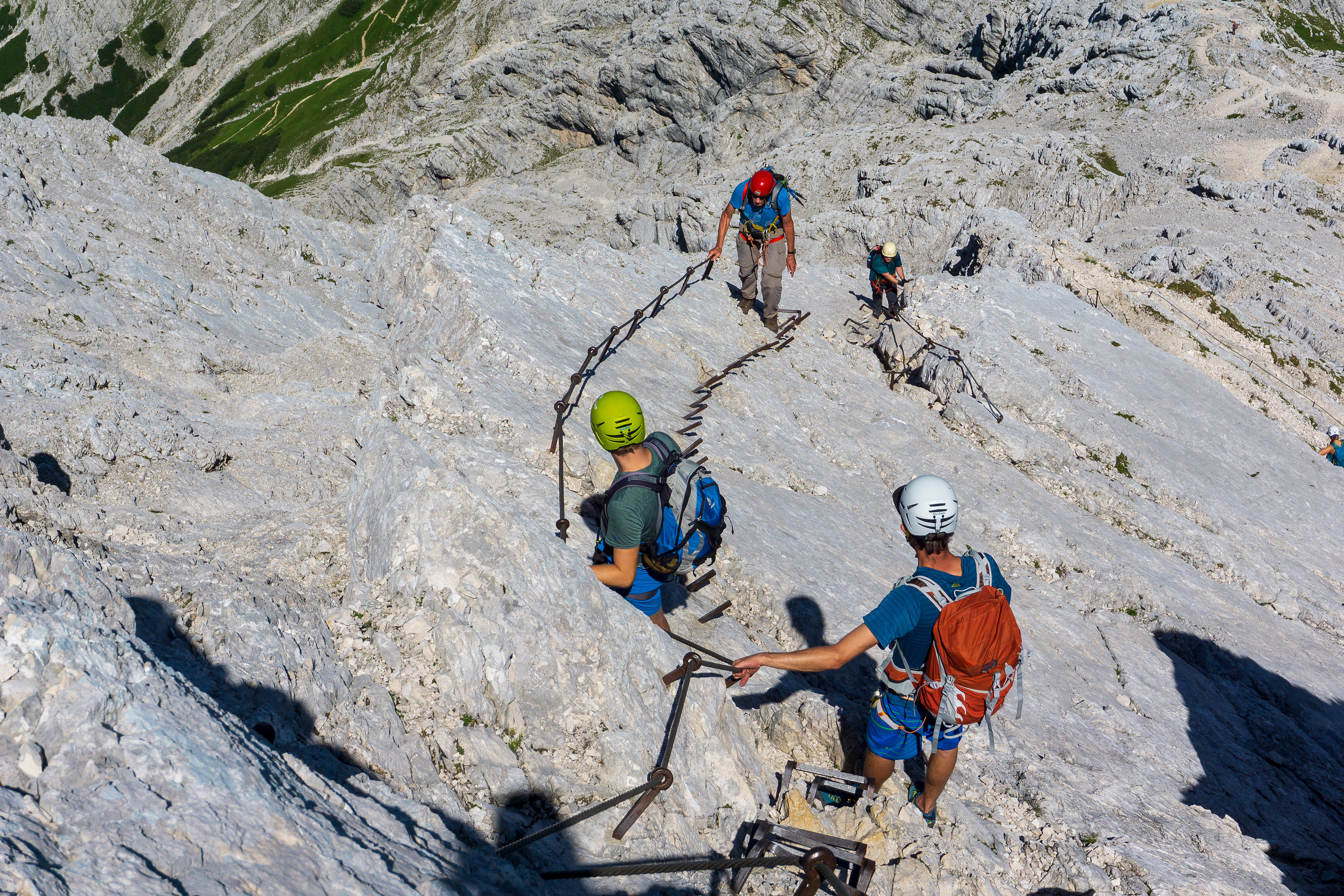
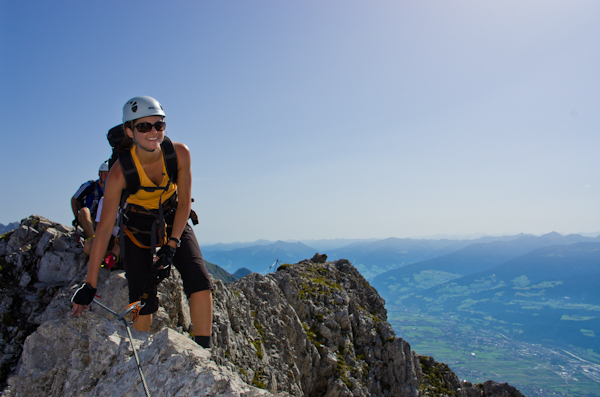
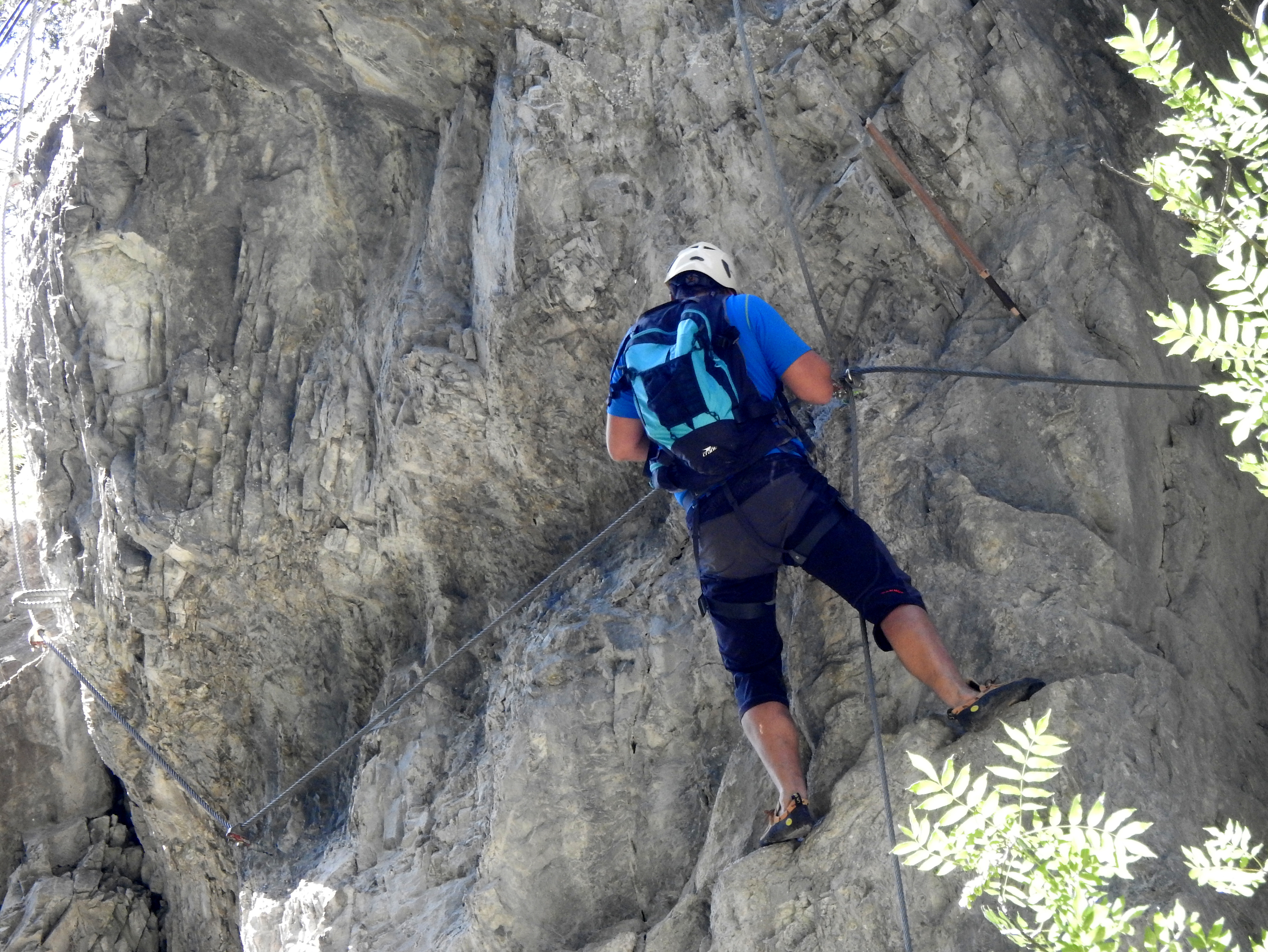
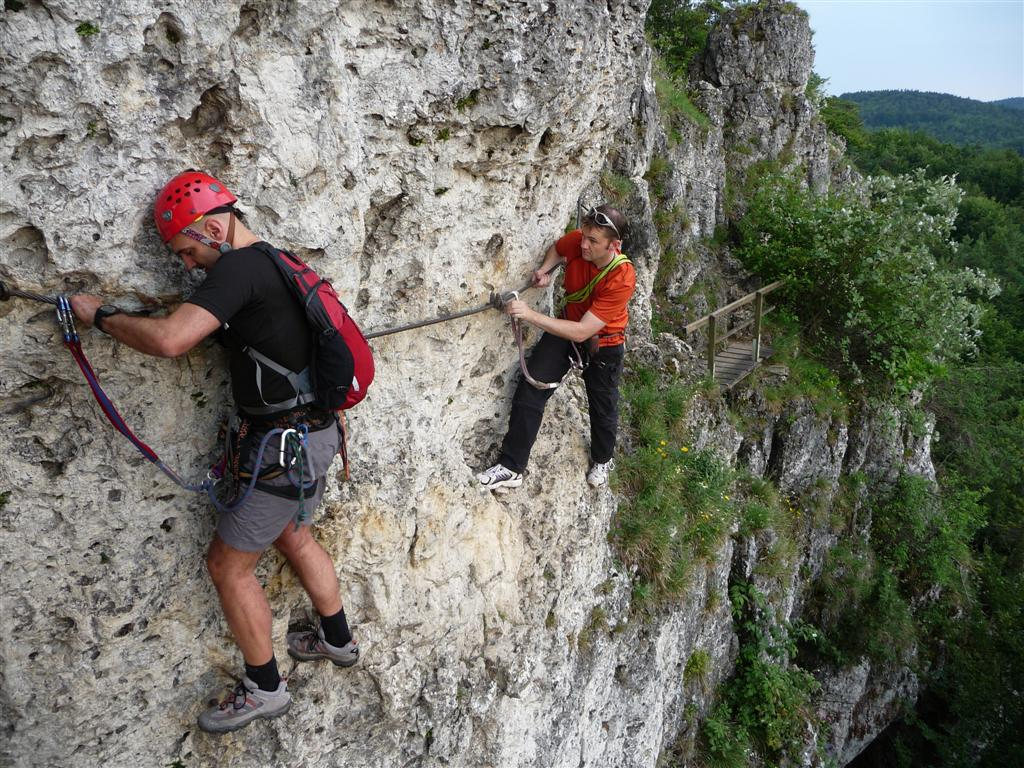